# Kurzbahnweltmeisterschaften 2016
Die Kurzbahnweltmeisterschaften 2016 im Schwimmen fanden vom 6. bis 11. Dezember 2016 in Windsor (Kanada) statt und wurden vom internationalen Schwimmverband FINA veranstaltet. Es handelte sich dabei um die 13. Austragung von Kurzbahnweltmeisterschaften.

## Zeichenerklärung
- WR – Weltrekord
- CR – Weltmeisterschaftsrekord (Championship Record)

## Ergebnisse Männer

### Freistil

#### 50 m Freistil
Finale am 9. Dezember 2016

#### 100 m Freistil
Finale am 11. Dezember 2016

#### 200 m Freistil
Finale am 7. Dezember 2016

#### 400 m Freistil
Finale am 6. Dezember 2016

#### 1500 m Freistil
Finale am 11. Dezember 2016

### Schmetterling

#### 50 m Schmetterling
Finale am 10. Dezember 2016

#### 100 m Schmetterling
Finale am 8. Dezember 2016

#### 200 m Schmetterling
Finale am 6. Dezember 2016

### Rücken

#### 50 m Rücken
Finale am 9. Dezember 2016

#### 100 m Rücken
Finale am 7. Dezember 2016

#### 200 m Rücken
Finale am 11. Dezember 2016

### Brust

#### 50 m Brust
Finale am 11. Dezember 2016

#### 100 m Brust
Finale am 7. Dezember 2016

#### 200 m Brust
Finale am 8. Dezember 2016

### Lagen

#### 100 m Lagen
Finale am 9. Dezember 2016

#### 200 m Lagen
Finale am 6. Dezember 2016

#### 400 m Lagen
Finale am 10. Dezember 2016

### Staffeln

#### 4 × 50 m Freistil
Finale am 9. Dezember 2016

#### 4 × 100 m Freistil
Finale am 6. Dezember 2016

#### 4 × 200 m Freistil
Finale am 9. Dezember 2016
Die russische Staffel wurde 2022 wegen Dopingvergehens von Lobusow suspendiert. USA und Japan erhielten Gold und Silber. Die Australier Clyde Lewis, Mitchell Larkin, Daniel Smith und Alexander Graham rückten auf den dritten Platz.

#### 4 × 50 m Lagen
Finale am 10. Dezember 2016

#### 4 × 100 m Lagen
Finale am 11. Dezember 2016

## Ergebnisse Frauen

### Freistil

#### 50 m Freistil
Finale am 11. Dezember 2016

#### 100 m Freistil
Finale am 8. Dezember 2016

#### 200 m Freistil
Finale am 6. Dezember 2016

#### 400 m Freistil
Finale am 9. Dezember 2016

#### 800 m Freistil
Finale am 8. Dezember 2016

### Schmetterling

#### 50 m Schmetterling
Finale am 9. Dezember 2016

#### 100 m Schmetterling
Finale am 11. Dezember 2016

#### 200 m Schmetterling
Finale am 7. Dezember 2016

### Rücken

#### 50 m Rücken
Finale am 10. Dezember 2016

#### 100 m Rücken
Finale am 7. Dezember 2016

#### 200 m Rücken
Finale am 8. Dezember 2016

### Brust

#### 50 m Brust
Finale am 7. Dezember 2016

#### 100 m Brust
Finale am 10. Dezember 2016

#### 200 m Brust
Finale am 11. Dezember 2016

### Lagen

#### 100 m Lagen
Finale am 9. Dezember 2016

#### 200 m Lagen
Finale am 10. Dezember 2016

#### 400 m Lagen
Finale am 6. Dezember 2016

### Staffeln

#### 4 × 50 m Freistil
Finale am 11. Dezember 2016

#### 4 × 100 m Freistil
Finale am 6. Dezember 2016

#### 4 × 200 m Freistil
Finale am 10. Dezember 2016

#### 4 × 50 m Lagen
Finale am 7. Dezember 2016

#### 4 × 100 m Lagen
Finale am 11. Dezember 2016

## Ergebnisse Mixed-Staffeln

### 4 × 50 m Freistil
Finale am 7. Dezember 2016

### 4 × 50 m Lagen
Finale am 8. Dezember 2017